# Antonio Giovinazzi
Antonio Giovinazzi (* 14. Dezember 1993 in Martina Franca) ist ein italienischer Automobilrennfahrer. Er startete von 2013 bis 2015 in der europäischen Formel-3-Meisterschaft. 2016 fuhr er in der GP2-Serie. 2017 debütierte er in der Formel-1-Weltmeisterschaft, in der er von 2019 bis 2021 als Stammfahrer für Alfa Romeo Racing an den Start ging.
In der Saison 2021/22 fuhr er für Dragon / Penske Autosport in der FIA-Formel-E-Weltmeisterschaft. Zudem ist er Ersatzfahrer für Ferrari in der Formel-1-Weltmeisterschaft. Ab 2023 startete er in der FIA-Langstrecken-Weltmeisterschaft und gewann dort sowohl in diesem Jahr als auch 2024 das 24-Stunden-Rennen von Le Mans.

## Karriere

### Anfänge im Motorsport
Giovinazzi begann seine Motorsportkarriere 2001 im Kartsport, in dem er bis 2012 aktiv war. Unter anderem wurde er 2011 Dritter im CIK-FIA-KF2 Weltcup. 2012 begann die Familie seines Teamkollegen Sean Gelael ihn finanziell zu unterstützen. Die beiden traten in den nächsten drei Jahren für dieselben Teams in derselben Meisterschaft an. 2012 wechselte Giovinazzi in den Formelsport und trat in der Formula Pilota China Series für Eurasia Motorsport an. Bei der ersten Veranstaltung in Sepang gelang es Giovinazzi in jedem der drei Rennen von der Pole-Position startend das Rennen zu gewinnen und die schnellste Rennrunde zu fahren. Mit insgesamt sechs Siegen und dreizehn Podest-Platzierungen entschied Giovinazzi in seiner Debütsaison die Meisterschaft für sich. Mit 229 zu 179 Punkten setzte er sich gegen Dan Wells durch. Darüber hinaus absolvierte er drei Gaststarts in der Formel Abarth für BVM. Giovinazzi gewann zwei Rennen und wurde einmal Zweiter. Da er als Gaststarter antrat, erhielt er keine Punkte für diese Resultate.

### Formel 3

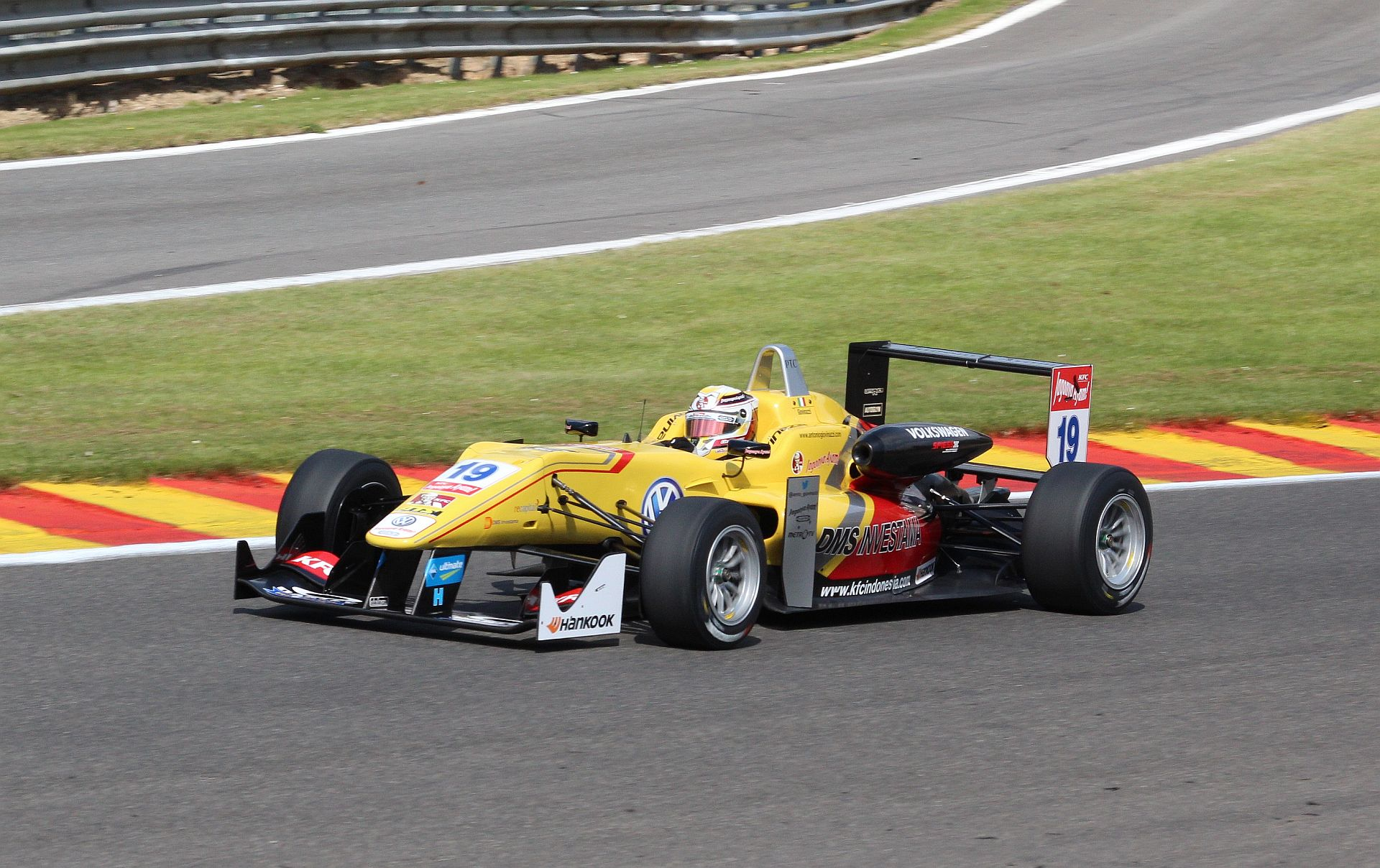
Antonio Giovinazzi in Spa-Francorchamps in der europäischen Formel-3-Meisterschaft 2014

2013 wechselte Giovinazzi komplett zurück nach Europa und startete für Double R Racing in der europäischen Formel-3-Meisterschaft. Er beendete die Saison auf dem 17. Gesamtrang und war der einzige Pilot seines Teams, der Punkte erzielt hatte. Darüber hinaus war Giovinazzi 2013 für Double R Racing in der britischen Formel-3-Meisterschaft aktiv. Dort gewann er zwei Rennen und stand insgesamt siebenmal auf dem Podest. Mit 135 zu 176 Punkten wurde er Vizemeister hinter Jordan King. 2014 bestritt Giovinazzi seine zweite Saison in der europäischen Formel-3-Meisterschaft für Jagonya Ayam with Carlin. Der Rennstall wurde von Carlin betreut und von der Gelael-Familie finanziert. Giovinazzi und Gelael erhielten Tom Blomqvist als Teamkollegen und Mentor. Giovinazzi gewann zwei Rennen und stand weitere fünfmal auf dem Podium. Während Blomqvist Zweiter wurde, verbesserte sich Giovinazzi in der Fahrerwertung auf den sechsten Platz.
2015 blieb Giovinazzi bei Jagonya Ayam with Carlin in der europäischen Formel-3-Meisterschaft. Obwohl Gelael nicht mehr sein Teamkollege war, wurde er weiterhin von dessen Familie unterstützt. Bei den ersten neun Rennen stand er stets auf dem Podest und gewann ein Rennen in Hockenheim und den Grand Prix de Pau. Anschließend folgten weitere Siege in Nürnberg, Zandvoort, Spielberg und Hockenheim. Er beendete die Saison mit 412,5 zu 508 Punkten hinter Felix Rosenqvist auf dem zweiten Platz. Darüber hinaus nahm Giovinazzi 2015 als Vertretung für den gesperrten Timo Scheider für das Audi Sport Team Phoenix an einem Rennwochenende der DTM teil. Im Winter 2015/16 bestritt Giovinazzi zusammen mit Gelael zwei Rennen der Asian Le Mans Series, die die beiden für sich entschieden. In der LMP2-Fahrerwertung wurden sie Dritte.

### GP2
2016 wechselte Giovinazzi mit Unterstützung der Gelael-Familie zu Prema Racing in die GP2-Serie. Er gewann beide Rennen in Baku und je ein Rennen in Spa-Francorchamps, Monza und Sepang. Mit fünf Siegen gewann kein Fahrer mehr Rennen als er. In der Meisterschaft unterlag er dennoch seinem Teamkollegen Pierre Gasly mit 211 zu 219 Punkten und wurde Gesamtzweiter.

### Formel 1
In der Formel-1-Weltmeisterschaft 2017 war Giovinazzi dritter Fahrer der Scuderia Ferrari. Zudem absolvierte er Testfahrten für Sauber und war auch dort als Ersatzpilot aktiv. In dieser Funktion gab er im Rahmen des Großen Preises von Australien als Vertretung für Pascal Wehrlein sein Grand-Prix-Debüt und wurde Zwölfter. Auch in China vertrat er Wehrlein, schied aber aus. Außerdem nahm er für Haas an sechs freien Trainings teil. 2018 war Giovinazzi Test- und Entwicklungsfahrer bei Ferrari.

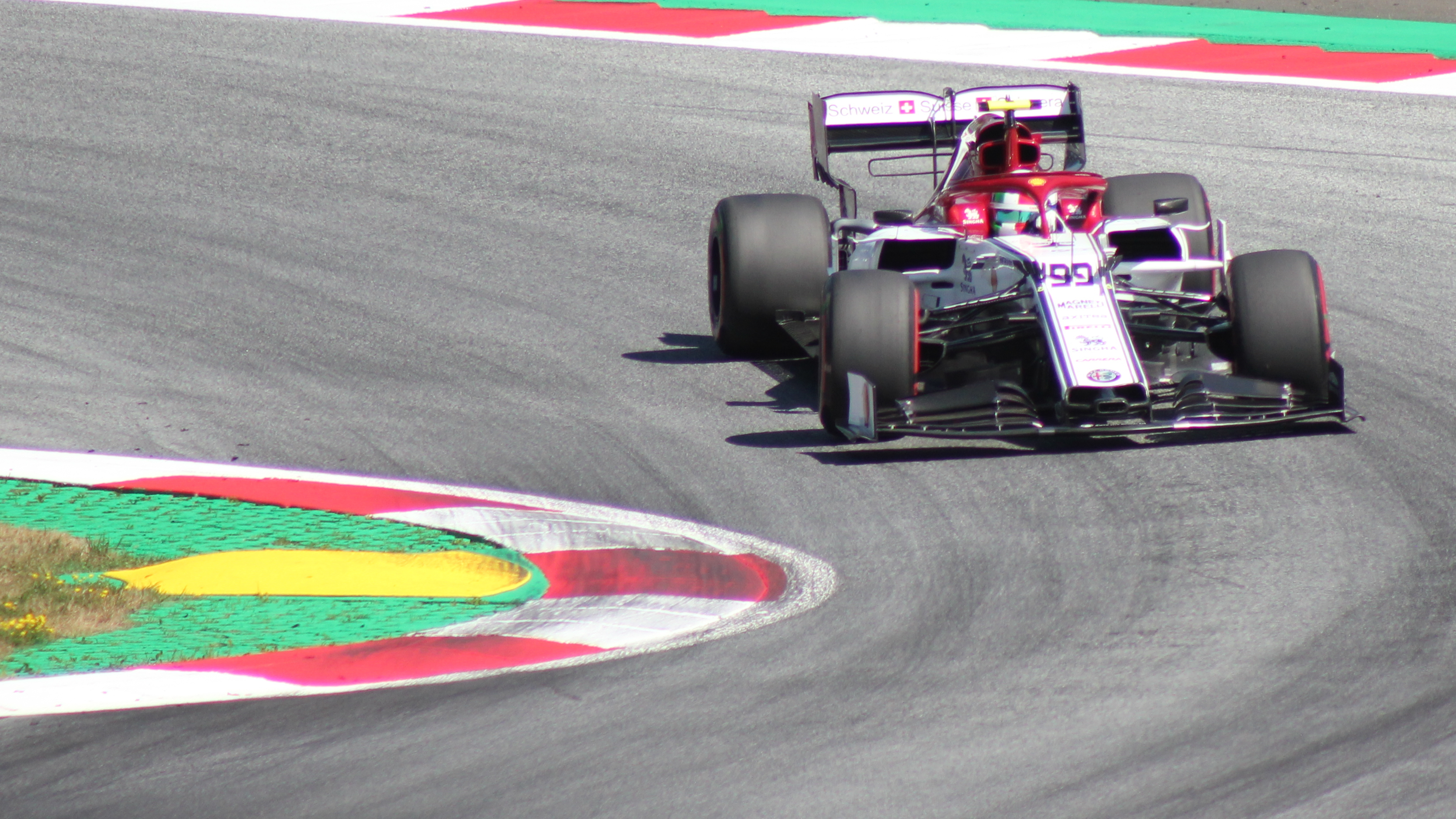
Giovinazzi beim Großen Preis von Österreich 2019

Für die Formel-1-Weltmeisterschaft 2019 erhielt Giovinazzi ein Stammcockpit bei Sauber. Der Rennstall trat aufgrund eines Titelsponsorings als Alfa Romeo Racing an. Als seine permanente Startnummer wählte er die 99. Beim Großen Preis von Österreich erzielte er als Zehnter seinen ersten Punkt in der Formel 1. In Brasilien erreichte er als Fünfter sein bisher bestes Ergebnis. Am Saisonende belegte er den 17. Gesamtrang mit 14 Punkten.
2020 ging er erneut für das Team an den Start, wobei wie im Jahr davor Kimi Räikkönen sein Teamkollege war. Er startete in die verkürzte Saison mit einem 9. Platz beim Großen Preis von Österreich, konnte allerdings mit den Grenzen des Alfa Romeo in keinem der nächsten Rennen in die Punkte fahren. Beim GP von Belgien verlor er die Kontrolle über seinen Wagen und verlor beim Aufprall gegen die Leitplanke einen Reifen. Dieser traf George Russells Wagen, der ebenfalls daraufhin ausschied. Zwei Rennen später, in der Toskana, war Giovinazzi erneut in einen Unfall verwickelt. Als das Safety-Car das Rennen freigab, kam es im hinteren Teil des Feldes zu einer Verlangsamung, die in einem Masscrash endete. Im Nachspiel war Giovinazzi einer der 12 verwarnten Fahrer. Nach 9 Rennen ohne Punkplatzierung, konnte er sich beim Rennen in Deutschland beweisen: Zuerst erreichte er im Qualifying die Q2 und im Rennen erreichte er den 10. Platz. Im Rahmen des Emilia-Romagna-GP, bei dem er erneut auf den 10. Platz fuhr, bestätigte sein Team ihn und Räikkönen als Fahrer für 2021. In den restlichen Rennen konnte er diese Erfolge allerdings nicht wiederholen und beim Großen Preis der Türkei verunfallte er im Regen bereits in der Einführungsrunde und musste das Rennen später aufgeben. Er beendete die Saison auf dem 17. Platz der Fahrerwertung mit vier Punkten.
Zur Saison 2021 startete er für Alfa Romeo an den Seiten von Kimi Räikkönen im Alfa Romeo Racing C41. In den ersten Rennen kam er im Qualifying oft ins Q2, beendete jedoch keines der ersten Rennen in den Punkten. Den ersten Erfolg feierte er in Monaco, als er seinen 10. Startplatz über das Rennen verteidigen konnte und so seinen ersten Punkt der Saison holte. Doch die folgenden Rennen verliefen für Giovinazzi enttäuschend, in 15 Grand Prix gelang ihm keine Top-10-Platzierung. Der Große Preis von Russland wurde dabei zur kleinen Katastrophe da die Funkverbindung zum Team abbrach. Dementsprechend war das Rennen für ihn sehr kompliziert und er beendete es letztendlich auf dem 16. Platz. Zwar konnte er sich noch in Saudi-Arabien einen 9. Platz sichern, schied beim Saisonfinale jedoch aus dem Rennen aus. Mit den mangelnden Erfolgen und wenigen Sponsorengeldern verlor er seinen Sitz bei Alfa Romeo, sein Nachfolger wurde Zhou Guanyu.
In der Saison 2022 war Giovinanzi Ersatzfahrer bei Ferrari., Haas und Alfa Romeo. Die Position als Ersatzfahrer bei Ferrari übernahm er ebenfalls in den Saisons 2023, 2024 und 2025.

### FIA-Formel-E-Weltmeisterschaft
Nach seinem Aus in der Formel 1 unterschrieb Giovinazzi einen Vertrag mit Dragon Penske Autosport um zur Saison 2021/22 in der Formel E zu starten. Doch sein Start in der Rennserie gestaltete sich schwierig, da er, aufgrund seiner Formel-1-Verpflichtungen, die Testfahrten in Valencia verpasste. Die eigentliche Saison verlief daraufhin auch nicht nach Giovinazzis Vorstellungen, in den ersten 10 Rennen war sein bestes Ergebnis ein 16. Platz in Monaco. Die Rennen in New York und London musste er alle aufgeben, konnte in London allerdings im Qualifying sein fahrerisches Können unter Beweis stellen und sich Startplatz 3 sichern. Das letzte Saisonrennen in Seoul verpasste er verletzungsbedingt. Nachdem er die Saison mit 0 Punkten auf dem 23. Platz beendete, verließ er die Formel E.

### WEC

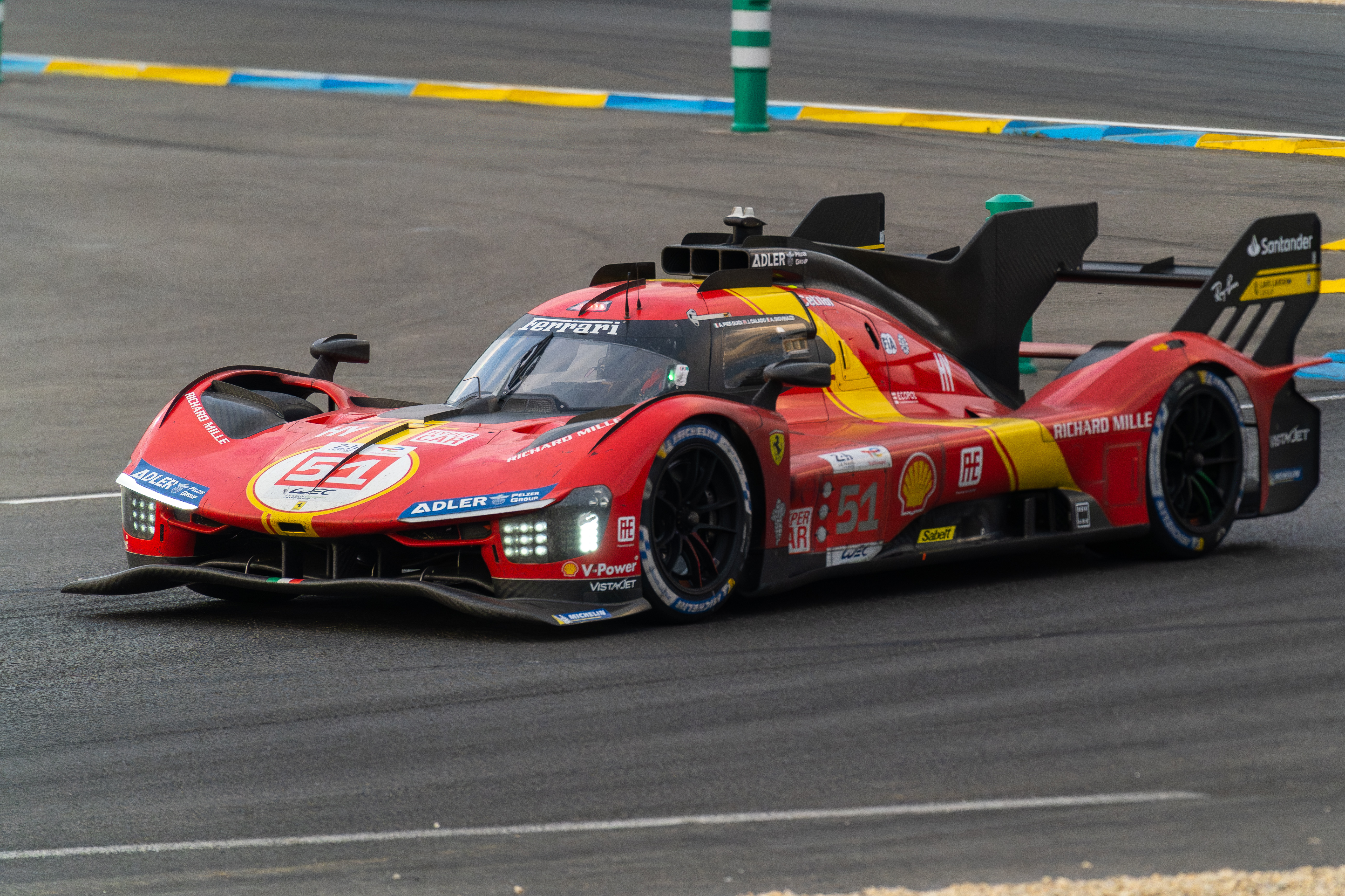
Giovinazzis Ferrari 499P beim 24-Stunden-Rennen von Le Mans 2023.

Nach seinem Aus in der Formel E war Giovinazzi in der Saison 2022 zunächst nur als Testfahrer für Scuderia Ferrari, Alfa Romeo und Haas in der Formel 1 zurück. Im Folgejahr wurde er von Ferrari als Vollfahrer des neuen Ferrari 499P mit der Startnummer 51 in der FIA-Langstrecken-Weltmeisterschaft vorgestellt. Zusammen mit James Calado und Alessandro Pier Guidi startete er beim 1000-Meilen-Rennen von Sebring, das Trio verlor jedoch aufgrund einer Kollision wichtige Zeit und beendete das Rennen auf dem 15. Platz. In den nächsten beiden Rennen konnten sie sich allerdings steigern und starteten aus der vorderen Reihe in das 24-Stunden-Rennen von Le Mans. Im Rennverlauf verlor der zweite Ferrari mit einem Boxenstopp wichtige Zeit, woraufhin die #51 die Führung übernahm. Trotz eines Drehers seitens Alessandro Pier Guidi, konnte sich Giovinazzis Ferrari durchsetzen und die Rückkehr der Scuderia Ferrari in den Langstreckensport mit dem Sieg beim 100. Geburtstag des Rennens, krönen. Auch im Folgejahr trat er mit der gleichen Fahrerpaarung in der WEC an, konnte jedoch keinen Sieg erzielen. Das beste Ergebnis war ein 3. Platz in Le Mans.

## Statistik

### Karrierestationen
| - 2001–2012: Kartsport - 2012: Formula Pilota China Series (Meister) - 2013: Europäische Formel 3 (Platz 17) - 2013: Britische Formel 3 (Platz 2) | - 2014: Europäische Formel 3 (Platz 6) - 2015: Europäische Formel 3 (Platz 2) - 2015: DTM - 2016: AsLMS, LMP2 (Platz 3) | - 2016: GP2-Serie (Platz 2) - 2017: Formel 1 (Platz 22) - 2019: Formel 1 (Platz 17) - 2020: Formel 1 (Platz 17) |

### Einzelergebnisse in der europäischen Formel-3-Meisterschaft
| Jahr | Team                     | Motor      | 1   | 2   | 3   | 4   | 5   | 6   | 7   | 8   | 9   | 10  | 11  | 12  | 13  | 14  | 15  | 16  | 17  | 18  | 19  | 20  | 21  | 22  | 23  | 24  | 25  | 26  | 27  | 28  | 29  | 30  | 31  | 32  | 33  | Punkte | Rang |
| ---- | ------------------------ | ---------- | --- | --- | --- | --- | --- | --- | --- | --- | --- | --- | --- | --- | --- | --- | --- | --- | --- | --- | --- | --- | --- | --- | --- | --- | --- | --- | --- | --- | --- | --- | --- | --- | --- | ------ | ---- |
| 2013 | Double R Racing          | Mercedes   | MON | MON | MON | SIL | SIL | SIL | HO1 | HO1 | HO1 | BRH | BRH | BRH | SPI | SPI | SPI | NOR | NOR | NOR | NÜR | NÜR | NÜR | ZAN | ZAN | ZAN | VAL | VAL | VAL | HO2 | HO2 | HO2 |     |     |     | 31     | 17.  |
| 2013 | Double R Racing          | Mercedes   | 22  | 12  | 13  | 14  | DNF | 11  | 12  | DNF | 24  | 11  | 16  | 9   | 15  | 23  | DNF | DNF | 23  | DNF | 18  | 16  | 10  | 14  | DNF | 11  | 9   | 7   | 13  | 17  | 7   | 6   |     |     |     | 31     | 17.  |
| 2014 | Jagonya Ayam with Carlin | Volkswagen | SIL | SIL | SIL | HO1 | HO1 | HO1 | PAU | PAU | PAU | HUN | HUN | HUN | SPA | SPA | SPA | NOR | NOR | NOR | MOS | MOS | MOS | SPI | SPI | SPI | NÜR | NÜR | NÜR | IMO | IMO | IMO | HO2 | HO2 | HO2 | 238    | 6.   |
| 2014 | Jagonya Ayam with Carlin | Volkswagen | 12  | 8   | 5   | DNF | 2   | 5   | 7   | 4   | 10  | 23* | 6   | 5   | DNF | 9   | 11  | DNF | 9   | 7   | 13  | 16  | 10  | 2   | 16  | 1   | 3   | 1   | DNF | 5   | 3   | DNF | 4   | 2   | 5   | 238    | 6.   |
| 2015 | Jagonya Ayam with Carlin | Volkswagen | SIL | SIL | SIL | HO1 | HO1 | HO1 | PAU | PAU | PAU | MNZ | MNZ | MNZ | SPA | SPA | SPA | NOR | NOR | NOR | ZAN | ZAN | ZAN | SPI | SPI | SPI | POR | POR | POR | NÜR | NÜR | NÜR | HO2 | HO2 | HO2 | 412,5  | 2.   |
| 2015 | Jagonya Ayam with Carlin | Volkswagen | 2   | 3   | 2   | 1   | 3   | 3   | 2   | 3   | 1   | 4   | DNF | 4   | DNF | 9   | 15  | 2   | 22  | 1   | 1   | 2   | 2   | 3   | 2   | 1   | 9   | 8   | 8   | 10  | 2   | 13  | 6   | 1   | 3   | 412,5  | 2.   |

### Einzelergebnisse in der GP2-Serie
| Jahr | Team         | 1   | 2   | 3   | 4   | 5   | 6   | 7   | 8   | 9   | 10  | 11  | 12  | 13  | 14  | 15  | 16  | 17  | 18  | 19  | 20  | 21  | 22  | Punkte | Rang |
| ---- | ------------ | --- | --- | --- | --- | --- | --- | --- | --- | --- | --- | --- | --- | --- | --- | --- | --- | --- | --- | --- | --- | --- | --- | ------ | ---- |
| 2016 | Prema Racing | ESP | ESP | MON | MON | AZE | AZE | AUT | AUT | GBR | GBR | HUN | HUN | GER | GER | BEL | BEL | ITA | ITA | MAS | MAS | UAE | UAE | 211    | 2.   |
| 2016 | Prema Racing | 18  | DNF | 11  | 18  | 1   | 1   | DNF | 5   | 2   | 4   | 2   | 17  | 8   | DNF | 6   | 1   | 1   | 3   | 1   | 4   | 5   | 6   | 211    | 2.   |

### Statistik in der Formel-1-Weltmeisterschaft
Diese Statistik umfasst alle Teilnahmen des Fahrers an der Formel-1-Weltmeisterschaft.

#### Gesamtübersicht
| Saison | Team              | Chassis               | Motor                | Rennen | Siege | Zweiter | Dritter | Poles | schn. Rennrunden | Punkte | WM-Pos. |
| ------ | ----------------- | --------------------- | -------------------- | ------ | ----- | ------- | ------- | ----- | ---------------- | ------ | ------- |
| 2017   | Sauber Motorsport | Sauber C36            | Ferrari 1.6 V6 Turbo | 2      | −     | −       | −       | −     | −                | 0      | 22.     |
| 2019   | Alfa Romeo Racing | Alfa Romeo Racing C38 | Ferrari 1.6 V6 Turbo | 21     | −     | −       | −       | −     | −                | 14     | 17.     |
| 2020   | Alfa Romeo Racing | Alfa Romeo Racing C39 | Ferrari 1.6 V6 Turbo | 17     | −     | −       | −       | −     | −                | 4      | 17.     |
| 2021   | Alfa Romeo Racing | Alfa Romeo Racing C41 | Ferrari 1.6 V6 Turbo | 22     | −     | −       | −       | −     | −                | 3      | 18.     |
| Gesamt | Gesamt            | Gesamt                | Gesamt               | 62     | –     | –       | –       | –     | –                | 21     |         |

#### Einzelergebnisse
| Saison | 1   | 2  | 3  | 4  | 5  | 6   | 7  | 8   | 9   | 10 | 11 | 12  | 13  | 14 | 15 | 16 | 17 | 18 | 19 | 20 | 21  | 22 |
| ------ | --- | -- | -- | -- | -- | --- | -- | --- | --- | -- | -- | --- | --- | -- | -- | -- | -- | -- | -- | -- | --- | -- |
| 2017   |     |    |    |    |    |     |    |     |     |    |    |     |     |    |    |    |    |    |    |    |     |    |
| 12     | DNF |    |    |    |    |     |    |     | PO  | PO |    |     | PO  | PO |    |    | PO |    | PO |    |     |    |
| 2019   |     |    |    |    |    |     |    |     |     |    |    |     |     |    |    |    |    |    |    |    |     |    |
| 15     | 11  | 15 | 12 | 16 | 19 | 13  | 16 | 10  | DNF | 13 | 18 | 18* | 9   | 10 | 15 | 14 | 14 | 14 | 5  | 16 |     |    |
| 2020   |     |    |    |    |    |     |    |     |     |    |    |     |     |    |    |    |    |    |    |    |     |    |
| 9      | 14  | 17 | 14 | 17 | 16 | DNF | 16 | DNF | 11  | 10 | 15 | 10  | DNF | 16 | 13 | 16 |    |    |    |    |     |    |
| 2021   |     |    |    |    |    |     |    |     |     |    |    |     |     |    |    |    |    |    |    |    |     |    |
| 12     | 14  | 12 | 15 | 10 | 11 | 15  | 15 | 14  | 13  | 13 | 13 | 14  | 13  | 16 | 11 | 11 | 11 | 14 | 15 | 9  | DNF |    |

| Legende  | Legende            | Legende                                                          |
| Farbe    | Abkürzung          | Bedeutung                                                        |
| -------- | ------------------ | ---------------------------------------------------------------- |
| Gold     | –                  | Sieg                                                             |
| Silber   | –                  | 2. Platz                                                         |
| Bronze   | –                  | 3. Platz                                                         |
| Grün     | –                  | Platzierung in den Punkten                                       |
| Blau     | –                  | Klassifiziert außerhalb der Punkteränge                          |
| Violett  | DNF                | Rennen nicht beendet (did not finish)                            |
| Violett  | NC                 | nicht klassifiziert (not classified)                             |
| Rot      | DNQ                | nicht qualifiziert (did not qualify)                             |
| Rot      | DNPQ               | in Vorqualifikation gescheitert (did not pre-qualify)            |
| Schwarz  | DSQ                | disqualifiziert (disqualified)                                   |
| Weiß     | DNS                | nicht am Start (did not start)                                   |
| Weiß     | WD                 | zurückgezogen (withdrawn)                                        |
| Hellblau | PO                 | nur am Training teilgenommen (practiced only)                    |
| Hellblau | TD                 | Freitags-Testfahrer (test driver)                                |
| ohne     | DNP                | nicht am Training teilgenommen (did not practice)                |
| ohne     | INJ                | verletzt oder krank (injured)                                    |
| ohne     | EX                 | ausgeschlossen (excluded)                                        |
| ohne     | DNA                | nicht erschienen (did not arrive)                                |
| ohne     | C                  | Rennen abgesagt (cancelled)                                      |
| ohne     | keine WM-Teilnahme |                                                                  |
| sonstige | P/fett             | Pole-Position                                                    |
| sonstige | 1/2/3/4/5/6/7/8    | Punktplatzierung im Sprint-/Qualifikationsrennen                 |
| sonstige | SR/kursiv          | Schnellste Rennrunde                                             |
| sonstige | *                  | nicht im Ziel, aufgrund der zurückgelegten Distanz aber gewertet |
| sonstige | ()                 | Streichresultate                                                 |
| sonstige | unterstrichen      | Führender in der Gesamtwertung                                   |

### Einzelergebnisse in der FIA-Formel-E-Weltmeisterschaft
| Jahr    | Team                      | 1    | 2    | 3     | 4    | 5     | 6    | 7   | 8   | 9   | 10  | 11  | 12  | 13  | 14  | 15  | 16  | Punkte | Rang |
| ------- | ------------------------- | ---- | ---- | ----- | ---- | ----- | ---- | --- | --- | --- | --- | --- | --- | --- | --- | --- | --- | ------ | ---- |
| 2021/22 | Dragon / Penske Autosport | DIR  | DIR  | MEX   | ROM  | ROM   | MCO  | BER | BER | JAK | MAR | NYC | NYC | LON | LON | SEO | SEO | 0      | 23.  |
| 2021/22 | Dragon / Penske Autosport | °20° | °20° | °DNF° | °18° | °DNF° | °16° | 20  | 22  | DNF | 19  | DNF | DNF | DNF | DNF | DNF | INJ | 0      | 23.  |

| Legende                      | Legende       | Legende                                                                 |
| Farbe                        | Abkürzung     | Bedeutung                                                               |
| ---------------------------- | ------------- | ----------------------------------------------------------------------- |
| Gold                         | —             | Sieger                                                                  |
| Silber                       | —             | 2. Platz                                                                |
| Bronze                       | —             | 3. Platz                                                                |
| Grün                         | —             | Platzierung in den Punkten                                              |
| Blau                         | —             | Klassifiziert außerhalb der Punkteränge                                 |
| Violett                      | DNF           | Rennen nicht beendet                                                    |
| Violett                      | NC            | nicht klassifiziert                                                     |
| Rot                          | DNQ           | nicht qualifiziert                                                      |
| Schwarz                      | DSQ           | disqualifiziert                                                         |
| Weiß                         | DNS           | nicht am Start                                                          |
| Weiß                         | WD            | zurückgezogen                                                           |
| Weiß                         | C             | Rennen abgesagt                                                         |
| Blanko                       |               | nicht teilgenommen                                                      |
| Blanko                       | DNP           | gemeldet, aber nicht teilgenommen                                       |
| Blanko                       | INJ           | verletzt oder krank                                                     |
| Blanko                       | EX            | ausgeschlossen                                                          |
| sonstige Formate und Zeichen | P/fett        | Pole-Position                                                           |
| sonstige Formate und Zeichen | kursiv        | Schnellste Rennrunde (ab 2017/18: Schnellste Rennrunde der ersten Zehn) |
| sonstige Formate und Zeichen | unterstrichen | Führender in der Gesamtwertung                                          |
| sonstige Formate und Zeichen | °             | FanBoost                                                                |
| sonstige Formate und Zeichen | *             | nicht im Ziel, aufgrund der zurückgelegten Distanz aber gewertet        |
| sonstige Formate und Zeichen | ( )           | Streichresultat                                                         |

### Le-Mans-Ergebnisse
| Jahr | Team             | Fahrzeug        | Teamkollege   | Teamkollege           | Platzierung | Ausfallgrund |
| ---- | ---------------- | --------------- | ------------- | --------------------- | ----------- | ------------ |
| 2018 | AF Corse         | Ferrari 488 GTE | Toni Vilander | Luís Felipe Derani    | Rang 20     |              |
| 2023 | Ferrari AF Corse | Ferrari 499P    | James Calado  | Alessandro Pier Guidi | Gesamtsieg  |              |
| 2024 | Ferrari AF Corse | Ferrari 499P    | James Calado  | Alessandro Pier Guidi | Rang 3      |              |
| 2025 | Ferrari AF Corse | Ferrari 499P    | James Calado  | Alessandro Pier Guidi | Rang 3      |              |

### Einzelergebnisse in der FIA-Langstrecken-Weltmeisterschaft
| Saison  | Team                      | Rennwagen       | 1   | 2   | 3   | 4   | 5   | 6   | 7   | 8   | 9   |
| ------- | ------------------------- | --------------- | --- | --- | --- | --- | --- | --- | --- | --- | --- |
| 2016    | Extreme Speed Motorsports | Ligier JS P2    | SIL | SPA | LEM | NÜR | MEX | AUS | FUJ | SHA | BAH |
| 2016    | Extreme Speed Motorsports | Ligier JS P2    |     |     |     |     |     |     | 10  | 9   |     |
| 2018/19 | AF Corse                  | Ferrari 488 GTE | SPA | LEM | SIL | FUJ | SHA | SEB | SPA | LEM |     |
| 2018/19 | AF Corse                  | Ferrari 488 GTE | 20  |     |     |     |     |     |     |     |     |
| 2023    | Ferrari AF Corse          | Ferrari 499P    | SEB | POR | SPA | LEM | MON | FUJ | BAH |     |     |
| 2023    | Ferrari AF Corse          | Ferrari 499P    | 15  | 6   | 3   | 1   | 5   | 5   | 6   |     |     |
| 2024    | Ferrari AF Corse          | Ferrari 499P    | KAT | IMO | SPA | LEM | SAO | AUS | FUJ | BAH |     |
| 2024    | Ferrari AF Corse          | Ferrari 499P    | 12  | 7   | 4   | 3   | 5   | DNF | DNF | 14  |     |
| 2025    | Ferrari AF Corse          | Ferrari 499P    | KAT | IMO | SPA | LEM | SAO | AUS | FUJ | BAH |     |
| 2025    | Ferrari AF Corse          | Ferrari 499P    | 3   | 1   | 1   | 3   | 11  |     |     |     |     |

### Einzelergebnisse in der DTM
| Saison | Team                    | Hersteller | 1   | 2   | 3   | 4   | 5   | 6   | 7   | 8   | 9   | 10  | 11  | 12  | 13  | 14  | 15  | 16  | 17  | 18  | Punkte | Rang |
| ------ | ----------------------- | ---------- | --- | --- | --- | --- | --- | --- | --- | --- | --- | --- | --- | --- | --- | --- | --- | --- | --- | --- | ------ | ---- |
| 2015   | Audi Sport Team Phoenix | Audi       | HO1 | HO1 | LAU | LAU | NOR | NOR | ZAN | ZAN | SPI | SPI | MOS | MOS | OSC | OSC | NÜR | NÜR | HO2 | HO2 | 0      | –    |
| 2015   | Audi Sport Team Phoenix | Audi       |     |     |     |     |     |     |     |     |     |     | 19  | 21  |     |     |     |     |     |     | 0      | –    |

| Legende  | Legende            | Legende                                                          |
| Farbe    | Abkürzung          | Bedeutung                                                        |
| -------- | ------------------ | ---------------------------------------------------------------- |
| Gold     | –                  | Sieg                                                             |
| Silber   | –                  | 2. Platz                                                         |
| Bronze   | –                  | 3. Platz                                                         |
| Grün     | –                  | Platzierung in den Punkten                                       |
| Blau     | –                  | Klassifiziert außerhalb der Punkteränge                          |
| Violett  | DNF                | Rennen nicht beendet (did not finish)                            |
| Violett  | NC                 | nicht klassifiziert (not classified)                             |
| Rot      | DNQ                | nicht qualifiziert (did not qualify)                             |
| Rot      | DNPQ               | in Vorqualifikation gescheitert (did not pre-qualify)            |
| Schwarz  | DSQ                | disqualifiziert (disqualified)                                   |
| Weiß     | DNS                | nicht am Start (did not start)                                   |
| Weiß     | WD                 | zurückgezogen (withdrawn)                                        |
| Hellblau | PO                 | nur am Training teilgenommen (practiced only)                    |
| Hellblau | TD                 | Freitags-Testfahrer (test driver)                                |
| ohne     | DNP                | nicht am Training teilgenommen (did not practice)                |
| ohne     | INJ                | verletzt oder krank (injured)                                    |
| ohne     | EX                 | ausgeschlossen (excluded)                                        |
| ohne     | DNA                | nicht erschienen (did not arrive)                                |
| ohne     | C                  | Rennen abgesagt (cancelled)                                      |
| ohne     | keine WM-Teilnahme |                                                                  |
| sonstige | P/fett             | Pole-Position                                                    |
| sonstige | 1/2/3/4/5/6/7/8    | Punktplatzierung im Sprint-/Qualifikationsrennen                 |
| sonstige | SR/kursiv          | Schnellste Rennrunde                                             |
| sonstige | *                  | nicht im Ziel, aufgrund der zurückgelegten Distanz aber gewertet |
| sonstige | ()                 | Streichresultate                                                 |
| sonstige | unterstrichen      | Führender in der Gesamtwertung                                   |